# Petanggan
Petanggan is een bestuurslaag in het regentschap Ogan Komering Ulu van de provincie Zuid-Sumatra, Indonesië. Petanggan telt 1362 inwoners (volkstelling 2010).